# Multyfarnham
Multyfarnham (irisch Muilte Farannáin ‚Farannains Mühlen‘) ist eine Kleinstadt im County Westmeath in der Republik Irland. Bekannt ist der Ort durch das Kloster und die bis 2003 dort bestehende Landwirtschaftsschule.

## Allgemeines

### Kloster Multyfarnham
Im Jahr 1268 wurde das Kloster von irischen Franziskanern (O.F.M.) gegründet, die es bis heute noch verwalten. Während der Eroberung Irlands durch die Tudors (der „Neunjährige Krieg“) wurde es sechsmal geplündert und bei den Kämpfen zwischen den Engländern und der lokalen Miliz „Irish of Meath“ zweimal niedergebrannt. 1646 waren noch 30 Ordensleute im Kloster, die Zahl ging durch Repressalien während der Plantation auf sieben zurück. 1651 wurde das Kirchendach abgerissen und erst 1827 wieder gedeckt. 1839 wurde das Kloster neugebaut, 1899 öffnete das „Franciscan College“ mit vier Schülern im ersten Jahrgang. 1956 wurde das College in eine Landwirtschaftsschule umgewandelt, die bis 2003 bestand.
Rund um das Kloster und die Schulgebäude ist ein Kreuzweg mit 14 Stationen zu sehen, der zu den schönsten irischen Heiligtümern im Freien zählt und ein Tourismusmagnet ist. Im College befindet sich heute ein Seminar- und Kunstzentrum.

### Tourismus, Sport, Verkehr

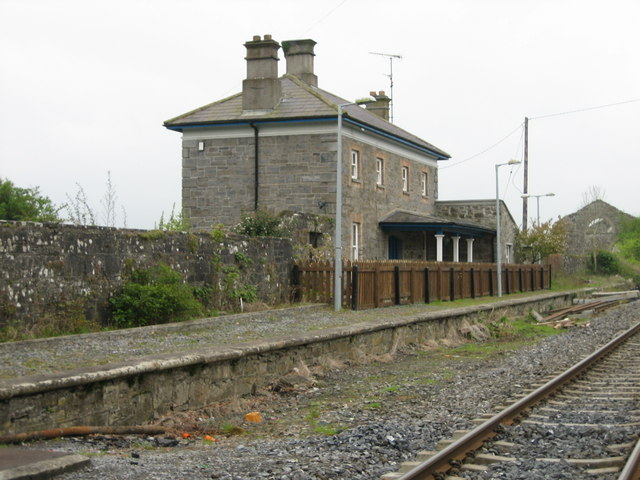
Bahnhof 2008

Als Tourismusattraktionen werden auch Reitwege und die Nähe zum Lough Derravaragh mit seinen Forellen-Fischgründen, Kanusportanlagen und Bergwanderwegen angeboten. Der lokale St. Fintans Multyfarnham Gaelic Athletic Association Gaelic Footballclub spielt in der Westmeath Junior Football Championship  und in der All County League Division 3.
Der Bahnhof, der für Personen- und Güterverkehr konzipiert war, wurde am 8. November 1855 eröffnet und am 17. Juni 1963 aufgelassen. Er ist jetzt als Wohnhaus im Privatbesitz.